# 서리 (가수)
서리(Seori, 1996년 11월 18일 ~ )는 대한민국의 싱어송라이터이다.

## 음반 목록

### EP
- ?depacse ohw (2020)